# Elizabeth Olsen

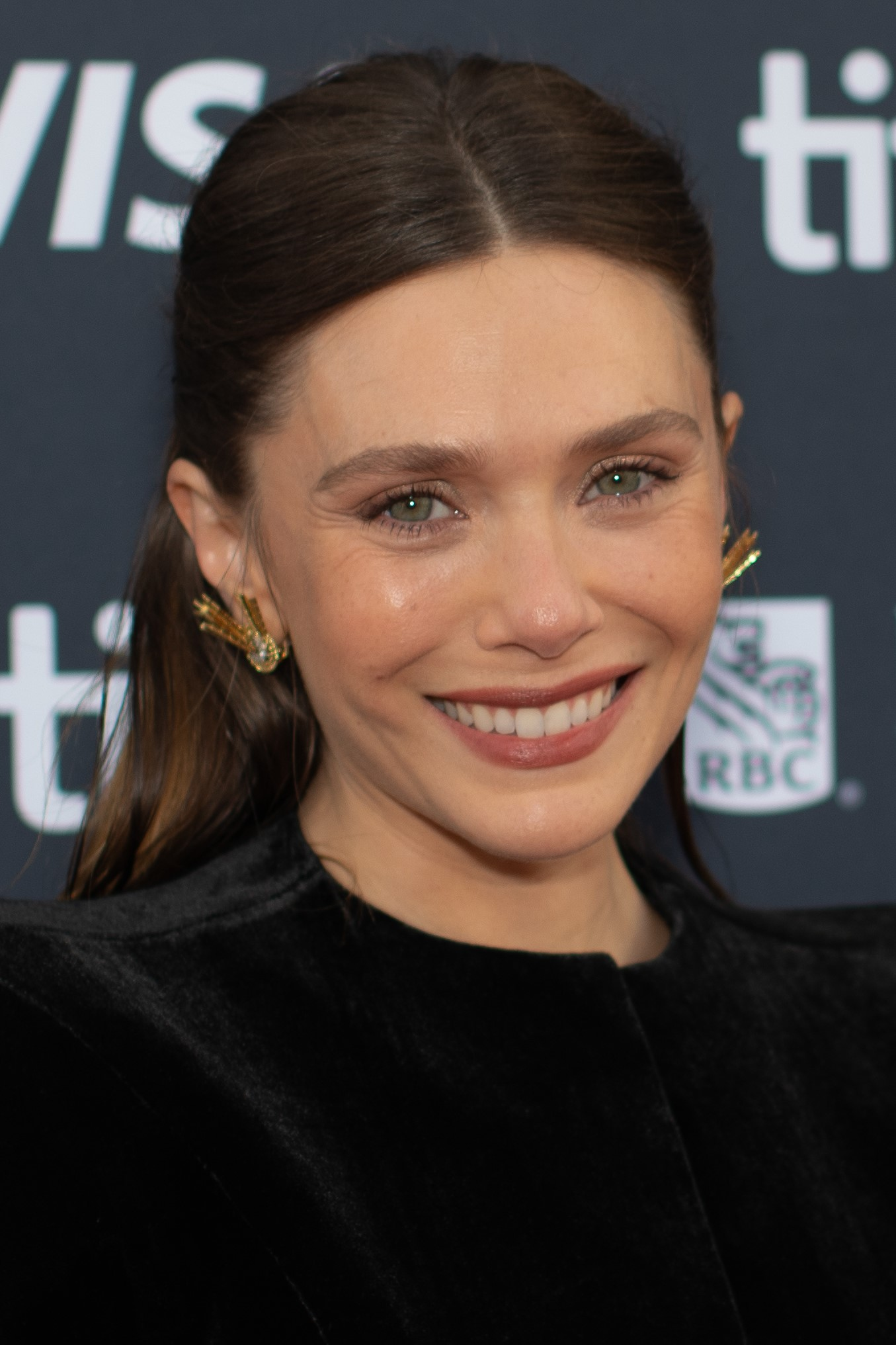
Elizabeth Olsen auf dem Toronto International Film Festival 2024

Elizabeth Chase Olsen (* 16. Februar 1989 in Sherman Oaks, Kalifornien) ist eine US-amerikanische Schauspielerin. Große Bekanntheit erlangte sie durch die Rolle der Wanda Maximoff/Scarlet Witch in den Marvel-Filmen.

## Kindheit und Jugend
Elizabeth Chase Olsens Mutter, Jarnette Olsen (geb. Jones), ist eine ehemalige Tänzerin und ihr Vater, David Olsen, Bankier und Immobilienhändler. Sie ist die jüngere Schwester der Zwillinge Mary-Kate und Ashley Olsen, welche bereits als Kinder in Filmen und im Fernsehen spielten. Olsen hat einen älteren Bruder, einen jüngeren Halbbruder und eine jüngere Halbschwester. Ihre Eltern ließen sich 1996 scheiden.
Olsen begann zu schauspielern, als sie vier Jahre alt war, und trat mehrmals in Mary-Kate und Ashleys Projekten, wie 1994 in dem Fernsehfilm Abenteuer auf der Wildwasser-Ranch, auf. Außerdem bekam sie kleine Rollen in den Musikvideos ihrer Schwestern. Als Kind nahm sie Schauspielunterricht und verbrachte Zeit im Musiktheatercamp. Olsen hätte 2004 beinahe aufgehört, sich der Schauspielerei zu widmen, da die Aufmerksamkeit der Medien auf Mary-Kates Essstörung gelenkt wurde.
Nach ihrem Schulabschluss 2007 an der Campbell Hall School studierte sie Schauspiel bei der Atlantic Theater Company und besuchte die Filmhochschule Tisch School of the Arts. Olsen schloss ihr Studium an der NYU im Januar 2013 ab.

## Leben und Wirken
2011 übernahm sie die Hauptrolle im Horrorfilm Silent House. Im gleichen Jahr erhielt sie für ihre Darstellung der Martha in Martha Marcy May Marlene gute Kritiken. Für diese Rolle wurde sie für mehrere Preise, darunter den Saturn Award und Satellite Award, nominiert. Zudem erhielt sie von der Chicago Film Critics Association eine Auszeichnung als Most Promising Performer. Die Los Angeles Film Critics Association ehrte sie und die anderen Hauptdarsteller als Besten Nachwuchs.
In Red Lights (2012) spielte sie an der Seite von Robert De Niro und Sigourney Weaver. Seit 2014 ist sie in der Rolle der Scarlet Witch, auch bekannt als Wanda Maximoff, Teil des Marvel Cinematic Universe. Als solche war sie in The Return of the First Avenger, 2015 in Avengers: Age of Ultron, 2016 in The First Avenger: Civil War, 2018 in Avengers: Infinity War und 2019 in Avengers: Endgame zu sehen. Auch in der im Januar 2021 angelaufenen Disney+-Serie WandaVision ist sie als Scarlet Witch zu sehen. Diese Rolle übernahm sie auch in Doctor Strange in the Multiverse of Madness (2022). Ihr schauspielerisches Schaffen umfasst mehr als zwei Dutzend Produktionen.
In dem Thriller Wind River von Taylor Sheridan, der am 21. Januar 2017 im Rahmen des Sundance Film Festivals seine Premiere feierte, übernahm Olsen die Hauptrolle einer FBI-Agentin.
2017 wurde sie in die Academy of Motion Picture Arts and Sciences (AMPAS) aufgenommen, die jährlich die Oscars vergibt.

## Privatleben
Olsen ist seit ihrem 13. Lebensjahr Atheistin, da sie der Auffassung ist, dass Religion eine Gemeinschaft sein sollte und ein Ort, an dem man beten kann, und nicht etwas, das die Freiheit von Frauen bestimmen sollte. Sie ist Botschafterin für Bobbi Brown Cosmetics.
Olsen war mit dem Schauspieler Boyd Holbrook verlobt, von dem sie sich 2014 trennte. Im Juni 2019 verlobte sie sich mit Robbie Arnett, einem Sänger und Musiker der US-amerikanischen Band Milo Green. Sie leben zusammen in Los Angeles. Im Juni 2021 gab Olsen bekannt, dass die beiden geheiratet haben.

## Filmografie (Auswahl)

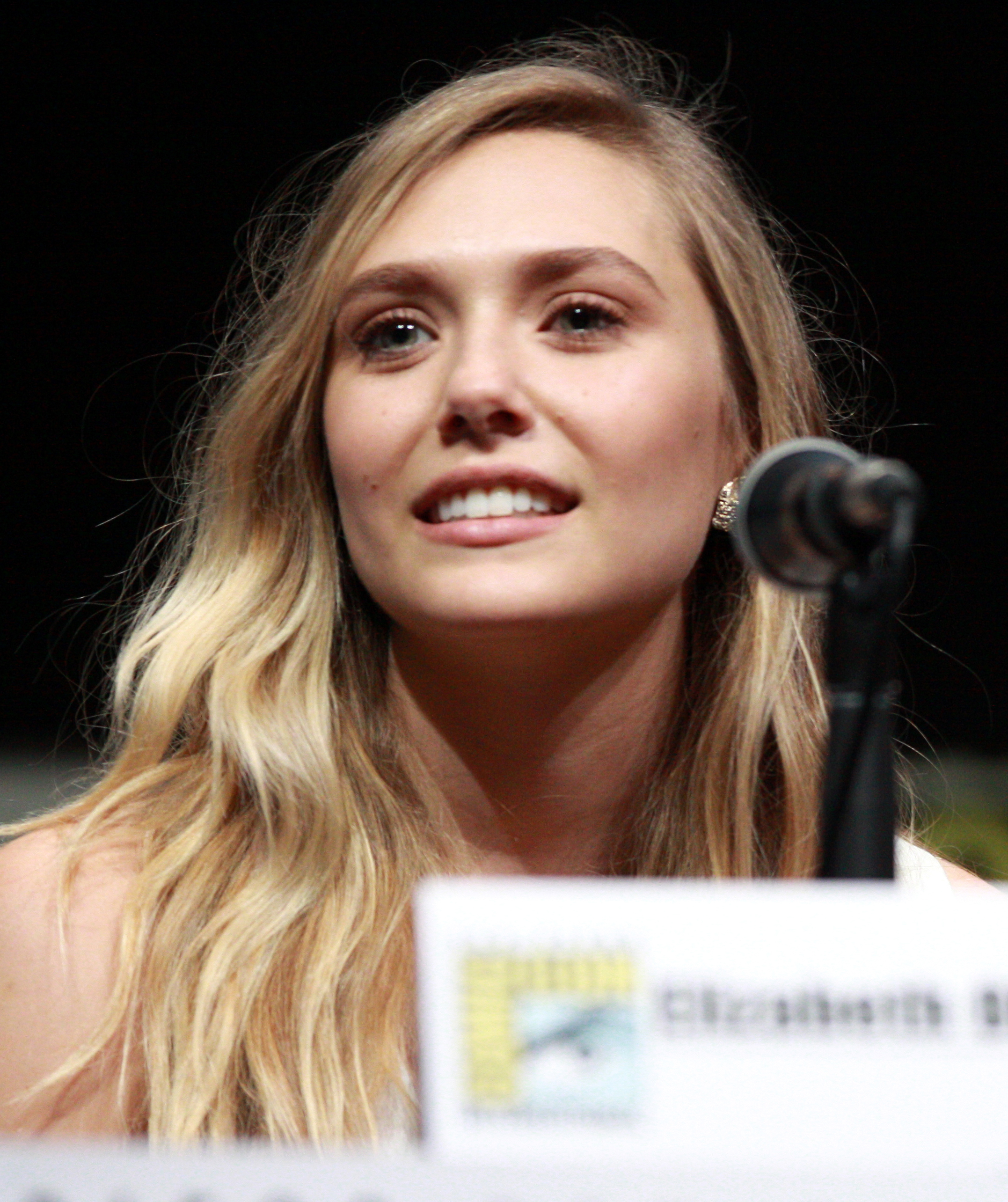
Olsen (2013)

- 1994: Abenteuer auf der Wildwasser-Ranch (How the West Was Fun)
- 2011: Silent House
- 2011: Martha Marcy May Marlene
- 2011: Peace, Love, & Misunderstanding
- 2012: Red Lights
- 2012: Liberal Arts
- 2013: Kill Your Darlings – Junge Wilde (Kill Your Darlings)
- 2013: Very Good Girls
- 2013: In Secret – Geheime Leidenschaft (In Secret)
- 2013: Oldboy
- 2014: Godzilla
- 2014: The Return of the First Avenger (Captain America: The Winter Soldier)
- 2015: Avengers: Age of Ultron
- 2015: I Saw the Light
- 2016: The First Avenger: Civil War (Captain America: Civil War)
- 2016: Drunk History (Fernsehserie, Folge 4x06)
- 2017: Ingrid Goes West
- 2017: Wind River
- 2017: Kodachrome
- 2018: Avengers: Infinity War
- 2018–2019: Sorry for Your Loss (Fernsehserie, 20 Folgen)
- 2019: Avengers: Endgame
- 2021: WandaVision (Fernsehserie, 9 Folgen)
- 2022: Doctor Strange in the Multiverse of Madness
- 2023: Love and Death (Miniserie, 7 Folgen)
- 2023: Drei Töchter (His Three Daughters)
- 2023: What If…? (Fernsehserie, 2 Folgen, Stimme)
- 2024: The Assessment

## Auszeichnungen und Nominierungen (Auswahl)

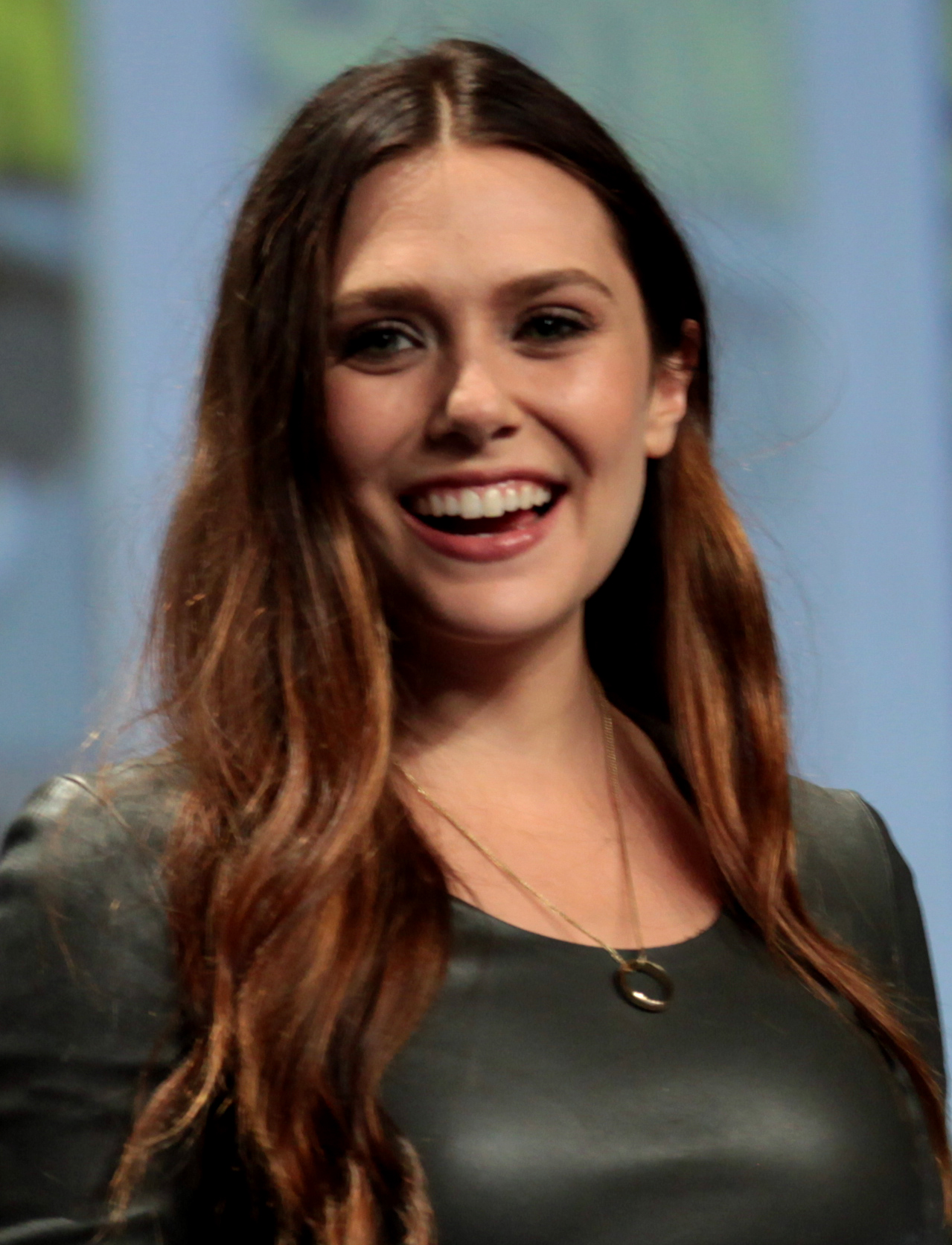
Elizabeth Olsen (2014)

- 2011: Central Ohio Film Critics Association Award: Beste Darstellerin
- 2011: Chicago Film Critics Association: Vielversprechendster Darsteller
- 2011: Florida Film Critics Circle: Pauline Kael Breakout Award
- 2011: Ghent International Film Festival: Spezielle Erwähnung
- 2011: Indiana Film Journalists Association Award: Beste Darstellerin
- 2011: Los Angeles Film Critics Association: Bester Nachwuchs, New Generation Award
- 2011: Phoenix Film Critics Society Award: Beste Darstellerin, Bester Nachwuchs
- 2011: Vancouver Film Critics Circle Award: Beste Darstellerin
- 2021: MTV Movie & TV Awards: Beste Serien-Performance
- 2021: MTV Movie & TV Awards: Bester Kampf (zusammen mit Kathryn Hahn)
- 2021: Emmy-Nominierung als beste Hauptdarstellerin in einer Miniserie in WandaVision
- 2022: Golden Globe Award: Nominierung in der Kategorie Beste Hauptdarstellerin – Miniserie oder Fernsehfilm für WandaVision
- 2024: Golden Globe Award: Nominierung in der Kategorie Beste Hauptdarstellerin – Miniserie oder Fernsehfilm für Love & Death